# Keith De Casseres
Keith Dudley De Casseres (* 27. Mai 1910 in Kingston; † 23. Februar 2003 in Tarpon Springs, Florida, Vereinigte Staaten) war ein jamaikanischer Sportschütze.

## Biografie
Keith De Casseres nahm an den Olympischen Sommerspielen 1960 für die Mannschaft der Westindischen Föderation teil. Er trat im Wettkampf über 50 Meter mit der Freien Pistole an, konnte diesen jedoch nicht beenden.